# Anagyrus luci
Anagyrus luci är en stekelart som beskrevs av John S. Noyes och Hayat 1994. Anagyrus luci ingår i släktet Anagyrus och familjen sköldlussteklar. Inga underarter finns listade i Catalogue of Life.